# 小行星31531
小行星31531（31531 ARRL）是一颗绕太阳运转的小行星，为主小行星带小行星。该小行星于1999年2月19日发现。

## 轨道参数
小行星31531的轨道半长轴为434 463 039 km，2.9041647 UA，离心率为0.077。
</text>